# إيفان بورن
ماثيو جوزيف كوركلان (بالإنجليزية: Matthew Joseph Korklan)‏(من مواليد 19 مارس 1983)، المعروف بإسم مات سيدال في الحلبة، هو مصارع محترف أمريكي. متعاقد حاليًا مع اتحاد مصارعة النخبة. اشتهر بعمله مع دبليو دبليو إيه من عام 2008 إلى 2014 تحت اسم الحلبة إيفان بورن.
قبل انضمامه إلى اتحاد مصارعة النخبة، صارع سيدال في دبليو دبليو إيه باسم إيفان بورن، وكان بطل الفرق في دبليو دبليو إيه لمرة واحدة مع كوفي كينغستون. يُعرف سيدال أيضًا بمشاركته في إمباكت ريسلينغ حيث كان بطل إمباكت جراند السابق وبطل إمباكت إكس ديفيشن، وفي رينغ أوف أونور حيث كان بطل الفرق العالمي سابقًا. كما صارع في نيو جابان برو-ريسلينغ، حيث فاز ببطولة IWGP الفرق للوزن المتوسط الثقيل في مرتين، وبطولة نيفر للوزن المفتوح للفرق السداسية لمرة واحدة.

## روابط خارجية
- إيفان بورن على موقع IMDb (الإنجليزية)
- إيفان بورن على موقع قاعدة بيانات الفيلم (الإنجليزية)
- إيفان بورن على موقع دبليو دبليو إي (الإنجليزية)
- إيفان بورن على موقع WrestlingData.com (الإنجليزية)
- إيفان بورن على موقع CageMatch worker (الإنجليزية)
- إيفان بورن على موقع قاعدة بيانات المصارعة على الإنترنت (الإنجليزية)
- إيفان بورن على موقع عالم المصارعة على الإنترنت (الإنجليزية)